# Mauzac (Haute-Garonne)
Ne doit pas être confondu avec Mozac ou Meauzac.
Pour les articles homonymes, voir Mauzac.
Mauzac est une commune française située dans le centre du département de la Haute-Garonne, en région Occitanie.
Sur le plan historique et culturel, la commune est dans le Volvestre, constitué des vallées de l'Arize et du Volp, proche de la vallée de la Garonne, situé au sud de Toulouse et en partie nord du Couserans. Exposée à un climat océanique altéré, elle est drainée par la Garonne et par divers autres petits cours d'eau. La commune possède un patrimoine naturel remarquable : un site Natura 2000 (« Garonne, Ariège, Hers, Salat, Pique et Neste »), un espace protégé (« la Garonne, l'Ariège, l'Hers Vif et le Salat ») et trois zones naturelles d'intérêt écologique, faunistique et floristique.
Mauzac est une commune rurale qui compte 1 343 habitants en 2022, après avoir connu une forte hausse de la population depuis 1975. Elle fait partie de l'aire d'attraction de Toulouse. Ses habitants sont appelés les Mauzacais ou  Mauzacaises.
Le patrimoine architectural de la commune comprend un immeuble protégé au titre des monuments historiques : l'église Saint-Étienne, inscrite en 1999.

## Géographie

### Localisation
La commune de Mauzac se trouve dans le département de la Haute-Garonne, en région Occitanie.
Elle se situe à 28 km à vol d'oiseau de Toulouse, préfecture du département, à 10 km de Muret, sous-préfecture, et à 15 km d'Auterive, bureau centralisateur du canton d'Auterive dont dépend la commune depuis 2015 pour les élections départementales.
La commune fait en outre partie du bassin de vie de Toulouse.
Les communes les plus proches sont : 
Montaut (2,2 km), Le Fauga (2,4 km), Noé (2,7 km), Lavernose-Lacasse (3,4 km), Longages (4,7 km), Capens (5,0 km), Beaumont-sur-Lèze (5,4 km), Saint-Hilaire (5,4 km).
Sur le plan historique et culturel, Mauzac fait partie du Volvestre, constitué des vallées de l'Arize et du Volp, proche de la vallée de la Garonne, situé au sud de Toulouse et en partie nord du Couserans.
Mauzac est limitrophe de quatre autres communes.
Les communes limitrophes sont Le Fauga, Beaumont-sur-Lèze, Montaut et Noé.
|     | Le Fauga |                   |
| Noé | Mauzac   | Beaumont-sur-Lèze |
|     | Montaut  |                   |

### Géologie et relief
La commune de Mauzac est établie sur la première terrasse de la Garonne dans sa partie rive gauche et sa rive droite est surplombée par un talus abrupt qui entaille profondément la molasse de l’ère tertiaire.
La superficie de la commune est de 927 hectares ; son altitude varie de 165  à   285 mètres.

### Hydrographie

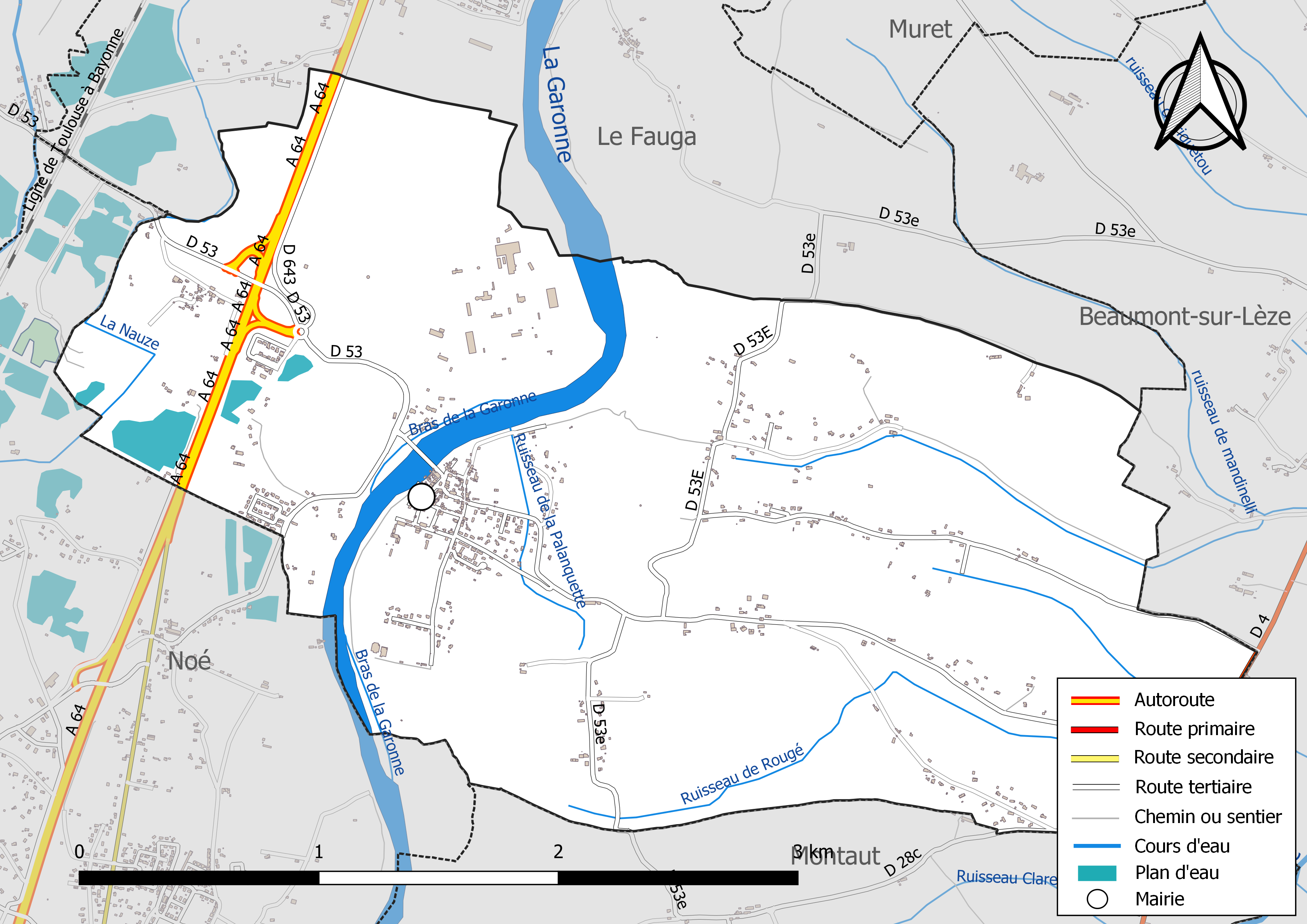
Réseaux hydrographique et routier de Mauzac.

La commune est dans le bassin de la Garonne, au sein du bassin hydrographique Adour-Garonne. Elle est drainée par la Garonne, un bras de la Garonne, la Nauze, le ruisseau de la Palanquette, le ruisseau de Rougé et par deux petits cours d'eau, constituant un réseau hydrographique de 11 km de longueur totale,.
La Garonne est un fleuve principalement français prenant sa source en Espagne et qui coule sur 529 km avant de se jeter dans l’océan Atlantique.

### Climat
Pour des articles plus généraux, voir Climat de l'Occitanie et Climat de la Haute-Garonne.
En 2010, le climat de la commune est de type climat du Bassin du Sud-Ouest, selon une étude s'appuyant sur une série de données couvrant la période 1971-2000. En 2020, Météo-France publie une typologie des climats de la France métropolitaine dans laquelle la commune est exposée à un climat océanique altéré et est dans la région climatique Aquitaine, Gascogne, caractérisée par une pluviométrie abondante au printemps, modérée en automne, un faible ensoleillement au printemps, un été chaud (19,5 °C), des vents faibles, des brouillards fréquents en automne et en hiver et des orages fréquents en été (15 à 20 jours).
Pour la période 1971-2000, la température annuelle moyenne est de 13,1 °C, avec une amplitude thermique annuelle de 15,7 °C. Le cumul annuel moyen de précipitations est de 731 mm, avec 10,1 jours de précipitations en janvier et 5,6 jours en juillet. Pour la période 1991-2020, la température moyenne annuelle observée sur la station météorologique la plus proche, située sur la commune de Lherm à 8 km à vol d'oiseau, est de 13,6 °C et le cumul annuel moyen de précipitations est de 620,4 mm,. Pour l'avenir, les paramètres climatiques de la commune estimés pour 2050 selon différents scénarios d'émission de gaz à effet de serre sont consultables sur un site dédié publié par Météo-France en novembre 2022.

### Milieux naturels et biodiversité

#### Espaces protégés
La protection réglementaire est le mode d’intervention le plus fort pour préserver des espaces naturels remarquables et leur biodiversité associée,.
Un  espace protégé est présent sur la commune : 
« la Garonne, l'Ariège, l'Hers Vif et le Salat », objet d'un arrêté de protection de biotope, d'une superficie de 1 658,7 ha.

#### Réseau Natura 2000

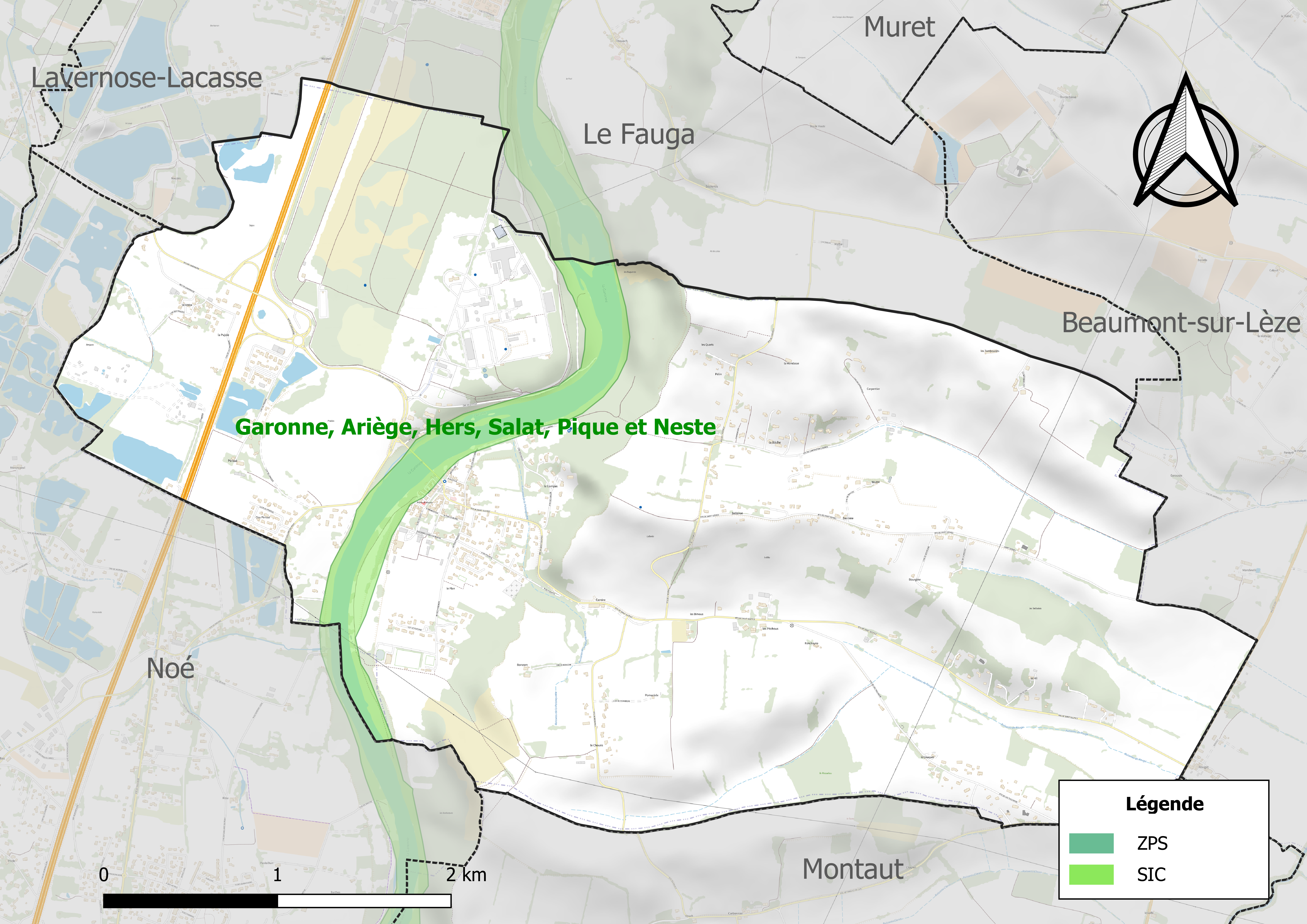
Site Natura 2000 sur le territoire communal.

Le réseau Natura 2000 est un réseau écologique européen de sites naturels d'intérêt écologique élaboré à partir des directives habitats et oiseaux, constitué de zones spéciales de conservation (ZSC) et de zones de protection spéciale (ZPS).
Un site Natura 2000 a été défini sur la commune au titre de la directive habitats : « Garonne, Ariège, Hers, Salat, Pique et Neste », d'une superficie de 9 581 ha, un réseau hydrographique pour les poissons migrateurs (zones de frayères actives et potentielles importantes pour le Saumon en particulier qui fait l'objet d'alevinages réguliers et dont des adultes atteignent déjà Foix sur l'Ariège.

#### Zones naturelles d'intérêt écologique, faunistique et floristique

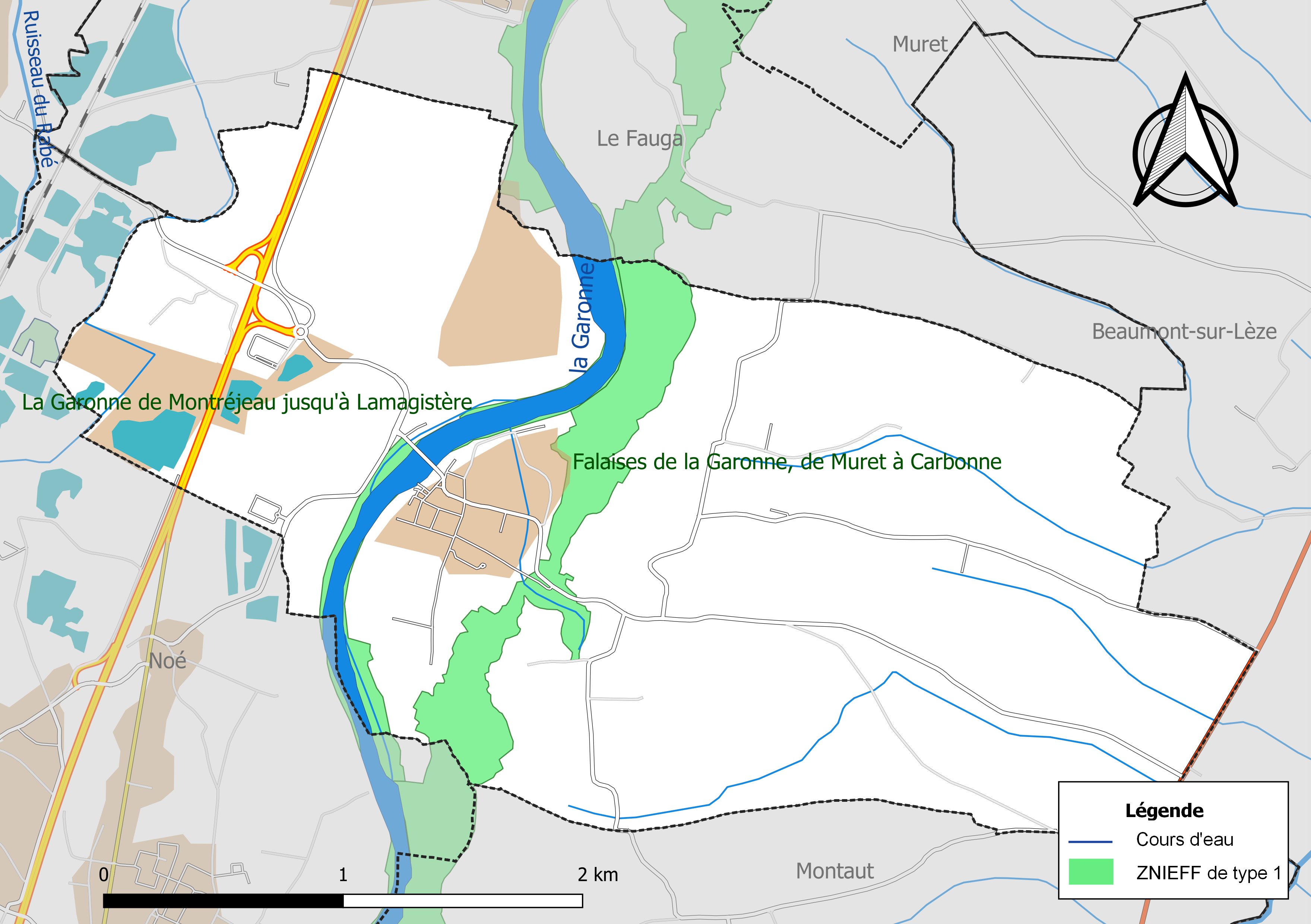
Carte des ZNIEFF de type 1 localisées sur la commune.

L’inventaire des zones naturelles d'intérêt écologique, faunistique et floristique (ZNIEFF) a pour objectif de réaliser une couverture des zones les plus intéressantes sur le plan écologique, essentiellement dans la perspective d’améliorer la connaissance du patrimoine naturel national et de fournir aux différents décideurs un outil d’aide à la prise en compte de l’environnement dans l’aménagement du territoire.
Deux ZNIEFF de type 1 sont recensées sur la commune :
les « falaises de la Garonne, de Muret à Carbonne » (525 ha), couvrant 8 communes du département et 
« la Garonne de Montréjeau jusqu'à Lamagistère » (5 075 ha), couvrant 92 communes dont 63 dans la Haute-Garonne, trois dans le Lot-et-Garonne et 26 dans le Tarn-et-Garonne
et une ZNIEFF de type 2, : 
« la Garonne et milieux riverains, en aval de Montréjeau » (6 874 ha), couvrant 93 communes dont 64 dans la Haute-Garonne, trois dans le Lot-et-Garonne et 26 dans le Tarn-et-Garonne.

## Urbanisme

### Typologie
Au 1er janvier 2024, Mauzac est catégorisée commune rurale à habitat dispersé, selon la nouvelle grille communale de densité à sept niveaux définie par l'Insee en 2022.
Elle est située hors unité urbaine. Par ailleurs la commune fait partie de l'aire d'attraction de Toulouse, dont elle est une commune de la couronne,. Cette aire, qui regroupe 527 communes, est catégorisée dans les aires de 700 000 habitants ou plus (hors Paris),.

### Occupation des sols
L'occupation des sols de la commune, telle qu'elle ressort de la base de données européenne d’occupation biophysique des sols Corine Land Cover (CLC), est marquée par l'importance des territoires agricoles (69,6 % en 2018), en diminution par rapport à 1990 (80,4 %). La répartition détaillée en 2018 est la suivante : 
terres arables (47,6 %), zones agricoles hétérogènes (22 %), milieux à végétation arbustive et/ou herbacée (9,2 %), forêts (6,8 %), eaux continentales (4,6 %), mines, décharges et chantiers (4,1 %), zones urbanisées (3,2 %), zones industrielles ou commerciales et réseaux de communication (2,6 %). L'évolution de l’occupation des sols de la commune et de ses infrastructures peut être observée sur les différentes représentations cartographiques du territoire : la carte de Cassini (XVIIIe siècle), la carte d'état-major (1820-1866) et les cartes ou photos aériennes de l'IGN pour la période actuelle (1950 à aujourd'hui).

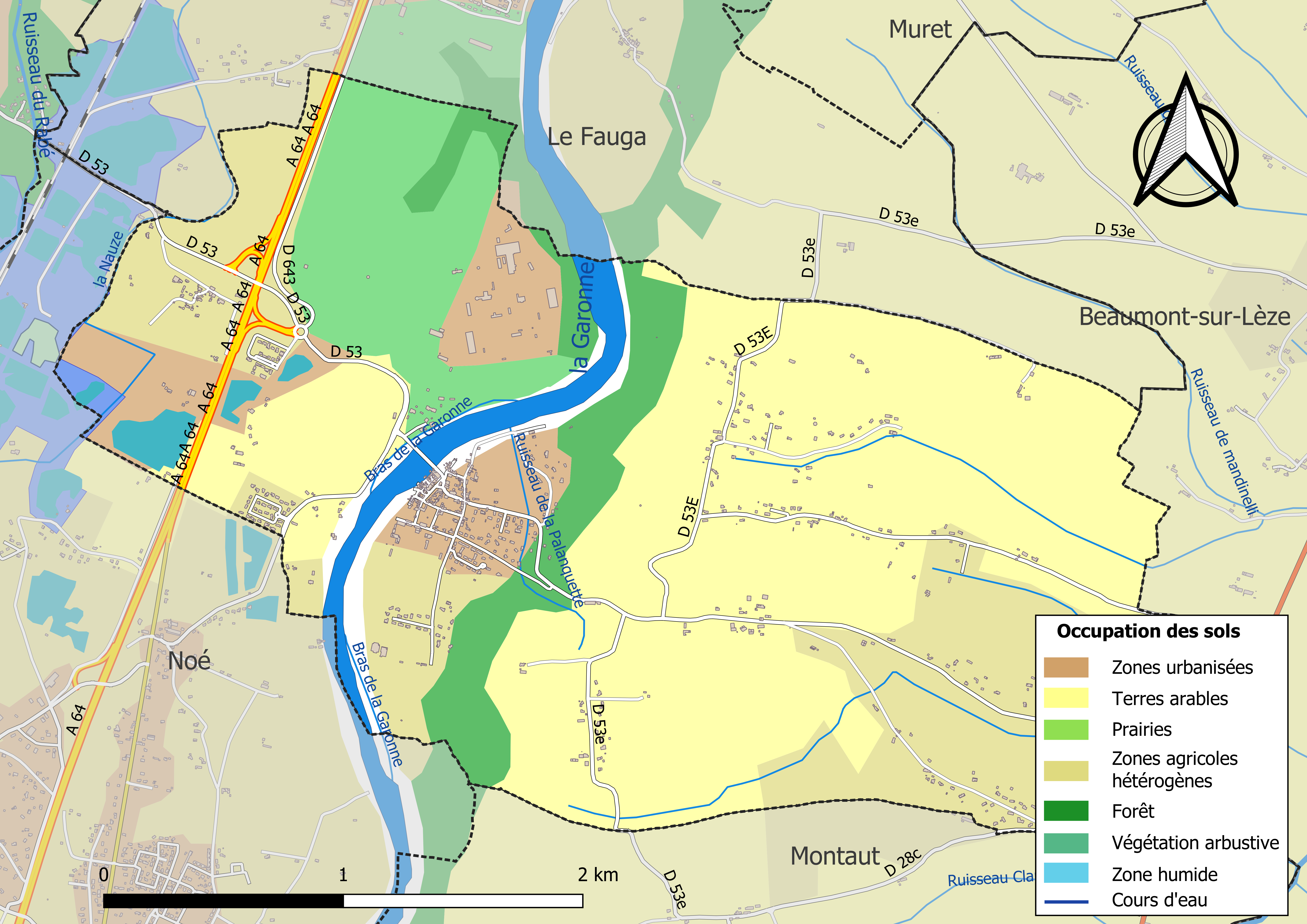
Carte des infrastructures et de l'occupation des sols de la commune en 2018 (CLC).

### Voies de communication et transports
- Par la route : A64, accès par la sortie  31.
- Par le train : gare du Fauga, TER Midi-Pyrénées sur la ligne de Toulouse à Bayonne.
- Par l'avion : aéroport de Toulouse-Blagnac.

La ligne 359 du réseau Arc-en-Ciel relie la commune, depuis Montesquieu-Volvestre, à la gare routière de Toulouse, ainsi que la ligne 361 depuis Le Fousseret et la ligne 380 depuis Cazères.

### Risques majeurs
Le territoire de la commune de Mauzac est vulnérable à différents aléas naturels : météorologiques (tempête, orage, neige, grand froid, canicule ou sécheresse), inondations, mouvements de terrains et séisme (sismicité très faible). Il est également exposé à un risque technologique, la rupture d'un barrage. Un site publié par le BRGM permet d'évaluer simplement et rapidement les risques d'un bien localisé soit par son adresse soit par le numéro de sa parcelle.

#### Risques naturels
Certaines parties du territoire communal sont susceptibles d’être affectées par le risque d’inondation par débordement de cours d'eau, notamment la Garonne. La commune a été reconnue en état de catastrophe naturelle au titre des dommages causés par les inondations et coulées de boue survenues en 1982, 1999, 2000, 2009, 2013 et 2022 et au titre des inondations par remontée de nappe en 2013,.

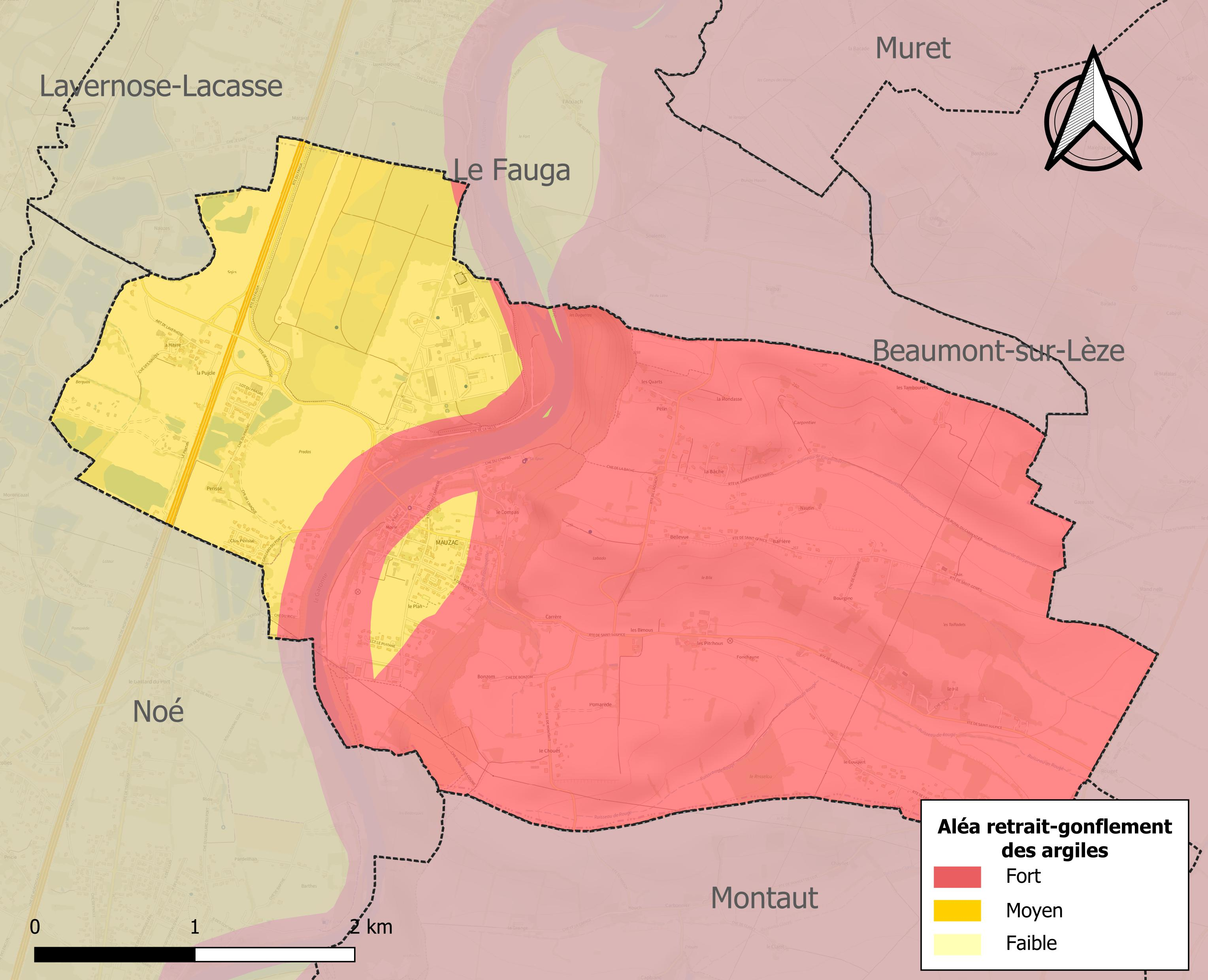
Carte des zones d'aléa retrait-gonflement des sols argileux de Mauzac.

La commune est vulnérable au risque de mouvements de terrains constitué principalement du retrait-gonflement des sols argileux. Cet aléa est susceptible d'engendrer des dommages importants aux bâtiments en cas d’alternance de périodes de sécheresse et de pluie. La totalité de la commune est en aléa moyen ou fort (88,8 % au niveau départemental et 48,5 % au niveau national). Sur les 487 bâtiments dénombrés sur la commune en 2019, 487 sont en aléa moyen ou fort, soit 100 %, à comparer aux 98 % au niveau départemental et 54 % au niveau national. Une cartographie de l'exposition du territoire national au retrait gonflement des sols argileux est disponible sur le site du BRGM,.
Par ailleurs, afin de mieux appréhender le risque d’affaissement de terrain, l'inventaire national des cavités souterraines permet de localiser celles situées sur la commune.
Concernant les mouvements de terrains, la commune a été reconnue en état de catastrophe naturelle au titre des dommages causés par la sécheresse en 1996, 2003, 2012 et 2017 et par des mouvements de terrain en 1999.

#### Risques technologiques
La commune est en outre située en aval du barrage de Cap de Long sur la Neste de Couplan (département des Hautes-Pyrénées). À ce titre elle est susceptible d’être touchée par l’onde de submersion consécutive à la rupture de cet ouvrage.

## Toponymie
Les noms se terminant par -ac sont d'origine gallo-romaine. À Mauzac, un certain Marciagus a donc pu donner son nom au village à partir du Moyen Âge.

## Histoire
Des outils du Paléolithique ont été découverts près du village. Un habitat en éperon barré, daté de l'âge du bronze, au lieu-dit la croix de Mauzac, prouve que les hommes de la préhistoire ont occupé les lieux.
Le comte Bernard VI de Comminges est propriétaire de la seigneurie jusqu'en 1256.
À partir du Moyen Âge, jusqu'à sa disparition en 1790, pendant la Révolution française, la commune faisait partie du diocèse de Rieux.

### Seconde Guerre mondiale
Pendant la Seconde Guerre mondiale, un camp d'internement (attention il ne faut pas confondre camp de concentration et camp d'internement) a été créé à cheval sur le territoire des communes de Noé, Le Fauga et de Mauzac.
En 1945 est établi un camp de prisonniers allemands.

Voir aussi : 

### Héraldique
| Mauzac | Son blasonnement est : Coupé : au premier d'azur à la lettre M onciale d'or, au second parti, au premier de gueules aux quatre otelles d'argent adossées et posées en sautoir, au second de gueules à trois fasces d'or. |

## Politique et administration

### Administration municipale
Le nombre d'habitants au recensement de 2011 étant compris entre 500 et 1 499 habitants, le nombre de membres du conseil municipal pour l'élection de 2014 est de quinze,.

### Rattachements administratifs et électoraux
Commune faisant partie de la septième circonscription de la Haute-Garonne, de la communauté de communes du Volvestre et du canton d'Auterive (avant le redécoupage départemental de 2014, Mauzac faisait partie de l'ex-canton de Carbonne) et avant le 1er janvier 2017 elle faisait partie de la communauté de communes de Garonne Louge.

### Liste des maires
| Période                                  | Période  | Identité       | Étiquette | Qualité                    |
| ---------------------------------------- | -------- | -------------- | --------- | -------------------------- |
| 1971                                     | 2008     | Léon Audoubert | PS        |                            |
| 2008                                     | En cours | Éric Salat     | PS        | Administrateur de sociétés |
| Les données manquantes sont à compléter. |          |                |           |                            |

## Population et société

### Démographie
L'évolution du nombre d'habitants est connue à travers les recensements de la population effectués dans la commune depuis 1793. Pour les communes de moins de 10 000 habitants, une enquête de recensement portant sur toute la population est réalisée tous les cinq ans, les populations de référence des années intermédiaires étant quant à elles estimées par interpolation ou extrapolation. Pour la commune, le premier recensement exhaustif entrant dans le cadre du nouveau dispositif a été réalisé en 2007.

En 2022, la commune comptait 1 343 habitants, en évolution de +6,33 % par rapport à 2016 (Haute-Garonne : +8,02 %, France hors Mayotte : +2,11 %).
| 1793 | 1800 | 1806 | 1821 | 1831 | 1836 | 1841 | 1846 | 1851 |
| ---- | ---- | ---- | ---- | ---- | ---- | ---- | ---- | ---- |
| 224  | 447  | 457  | 429  | 526  | 512  | 512  | 508  | 513  |

| 1856 | 1861 | 1866 | 1872 | 1876 | 1881 | 1886 | 1891 | 1896 |
| ---- | ---- | ---- | ---- | ---- | ---- | ---- | ---- | ---- |
| 508  | 520  | 516  | 458  | 457  | 474  | 462  | 477  | 447  |

| 1901 | 1906 | 1911 | 1921 | 1926 | 1931 | 1936 | 1946 | 1954 |
| ---- | ---- | ---- | ---- | ---- | ---- | ---- | ---- | ---- |
| 438  | 435  | 411  | 338  | 342  | 344  | 357  | 394  | 378  |

| 1962 | 1968 | 1975 | 1982 | 1990 | 1999 | 2006  | 2007  | 2012  |
| ---- | ---- | ---- | ---- | ---- | ---- | ----- | ----- | ----- |
| 342  | 318  | 377  | 489  | 562  | 682  | 1 001 | 1 046 | 1 195 |

| 2017  | 2022  | - | - | - | - | - | - | - |
| ----- | ----- | - | - | - | - | - | - | - |
| 1 281 | 1 343 | - | - | - | - | - | - | - |

| selon la population municipale des années : | 1968 | 1975 | 1982 | 1990 | 1999 | 2006 | 2009 | 2013 |
| Rang de la commune dans le département      | 234  | 218  | 196  | 181  | 180  | 151  | 152  | 143  |
| Nombre de communes du département           | 592  | 582  | 586  | 588  | 588  | 588  | 589  | 589  |

### Enseignement
Mauzac fait partie de l'académie de Toulouse.

### Sports
Tennis, Tennis de table, pétanque,
Le 18 mai 2011, un club de tennis de table, le Mauzac Tennis de Table (Mauzac T.T.) a été créé et compte, en mai 2012, 45 licenciés. Lors de la saison 2011-2012, deux équipes ont évolué en championnat départemental par équipes.

### Écologie et recyclage
La collecte et le traitement des déchets des ménages et des déchets assimilés ainsi que la protection et la mise en valeur de l'environnement se font dans le cadre de la communauté de communes du Volvestre.
Il existe une déchèterie sur la commune de Carbonne en limite de la commune de Peyssies.

## Économie

### Revenus
En 2018  (données Insee publiées en septembre 2021), la commune compte 470 ménages fiscaux, regroupant 1 284 personnes. La médiane du revenu disponible par unité de consommation est de 24 950 € (23 140 € dans le département).

### Emploi
|                | 2008  | 2013  | 2018  |
| -------------- | ----- | ----- | ----- |
| Commune        | 5,7 % | 8,7 % | 6,3 % |
| Département    | 7,7 % | 9,6 % | 9,3 % |
| France entière | 8,3 % | 10 %  | 10 %  |

En 2018, la population âgée de 15 à 64 ans s'élève à 826 personnes, parmi lesquelles on compte 79,1 % d'actifs (72,8 % ayant un emploi et 6,3 % de chômeurs) et 20,9 % d'inactifs,. Depuis 2008, le taux de chômage communal (au sens du recensement) des 15-64 ans est inférieur à celui de la France et du département.
La commune fait partie de la couronne de l'aire d'attraction de Toulouse, du fait qu'au moins 15 % des actifs travaillent dans le pôle,. Elle compte 277 emplois en 2018, contre 278 en 2013 et 210 en 2008. Le nombre d'actifs ayant un emploi résidant dans la commune est de 609, soit un indicateur de concentration d'emploi de 45,5 % et un taux d'activité parmi les 15 ans ou plus de 67,6 %.
Sur ces 609 actifs de 15 ans ou plus ayant un emploi, 115 travaillent dans la commune, soit 19 % des habitants. Pour se rendre au travail, 88,9 % des habitants utilisent un véhicule personnel ou de fonction à quatre roues, 4,8 % les transports en commun, 2,3 % s'y rendent en deux-roues, à vélo ou à pied et 4 % n'ont pas besoin de transport (travail au domicile).

### Activités hors agriculture

#### Secteurs d'activités
125 établissements sont implantés  à Mauzac au 31 décembre 2019. Le tableau ci-dessous en détaille le nombre par secteur d'activité et compare les ratios avec ceux du département,.
| Secteur d'activité                                                                                        | Commune | Commune | Département |
| Secteur d'activité                                                                                        | Nombre  | %       | %           |
| --- | ------- | ------- | ----------- |
| Ensemble                                                                                                  | 125     | 100 %   | (100 %)     |
| Industrie manufacturière, industries extractives et autres                                                | 4       | 3,2 %   | (5,7 %)     |
| Construction                                                                                              | 36      | 28,8 %  | (12 %)      |
| Commerce de gros et de détail, transports, hébergement et restauration                                    | 33      | 26,4 %  | (25,9 %)    |
| Information et communication                                                                              | 6       | 4,8 %   | (4,1 %)     |
| Activités financières et d'assurance                                                                      | 3       | 2,4 %   | (3,8 %)     |
| Activités immobilières                                                                                    | 1       | 0,8 %   | (4,2 %)     |
| Activités spécialisées, scientifiques et techniques et activités de services administratifs et de soutien | 16      | 12,8 %  | (19,8 %)    |
| Administration publique, enseignement, santé humaine et action sociale                                    | 13      | 10,4 %  | (16,6 %)    |
| Autres activités de services                                                                              | 13      | 10,4 %  | (7,9 %)     |

Le secteur de la construction est prépondérant sur la commune puisqu'il représente 28,8 % du nombre total d'établissements de la commune (36 sur les 125 entreprises implantées  à Mauzac), contre 12 % au niveau départemental.

#### Entreprises et commerces
Les cinq entreprises ayant leur siège social sur le territoire communal qui génèrent le plus de chiffre d'affaires en 2020 sont :
- GAEC du Bila, fromagerie et agriculture[53]
- SARL Barbosa Et Fils, travaux de maçonnerie générale et gros œuvre de bâtiment (779 k€)
- Chez David, commerce de détail de viandes et de produits à base de viande en magasin spécialisé (772 k€)
- Mytel, télécommunications sans fil (682 k€)
- Mauzac Primeurs, commerce de détail de fruits et légumes en magasin spécialisé (365 k€)
- Financiere Zelmat, activités des sièges sociaux (307 k€)

Centre ONERA de Mauzac-Fauga, soufflerie expérimentale de l’ONERA : cette installation comporte des souffleries de tailles diverses destinées à étudier l'aérodynamisme des avions et dispose d'une soufflerie hypersonique, hyperenthalpique à arc bref.

### Agriculture
|               | 1988 | 2000 | 2010 | 2020 |
| ------------- | ---- | ---- | ---- | ---- |
| Exploitations | 13   | 13   | 6    | 7    |
| SAU (ha)      | 590  | 513  | 544  | 531  |

La commune est dans « les Vallées », une petite région agricole consacrée à la polyculture sur les plaines et terrasses alluviales qui s’étendent de part et d’autre des sillons marqués par la Garonne et l’Ariège. En 2020, l'orientation technico-économique de l'agriculture  sur la commune est la culture de céréales et/ou d'oléoprotéagineuses. Sept exploitations agricoles ayant leur siège dans la commune sont dénombrées lors du recensement agricole de 2020 (13 en 1988). La superficie agricole utilisée est de 531 ha,,.

## Culture locale et patrimoine

### Lieux et monuments

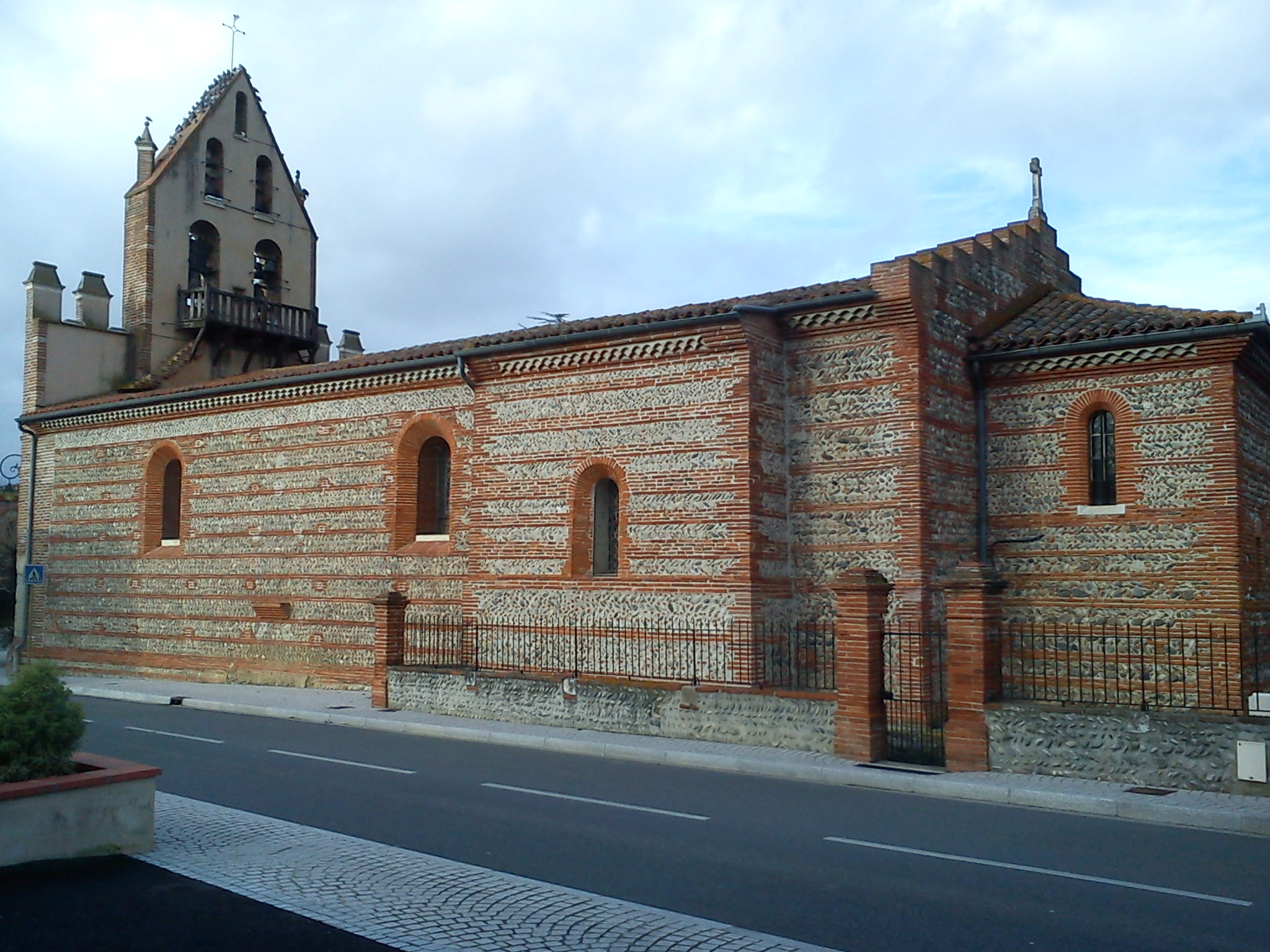
Église de Mauzac.

- Église Saint-Étienne à clocher mur.
- Pont de Mauzac : pont sur la Garonne construit en 1877 puis rénové une première fois en 1933, le pont de Mauzac permet aux voitures, poids lourds et piétons de traverser la Garonne.

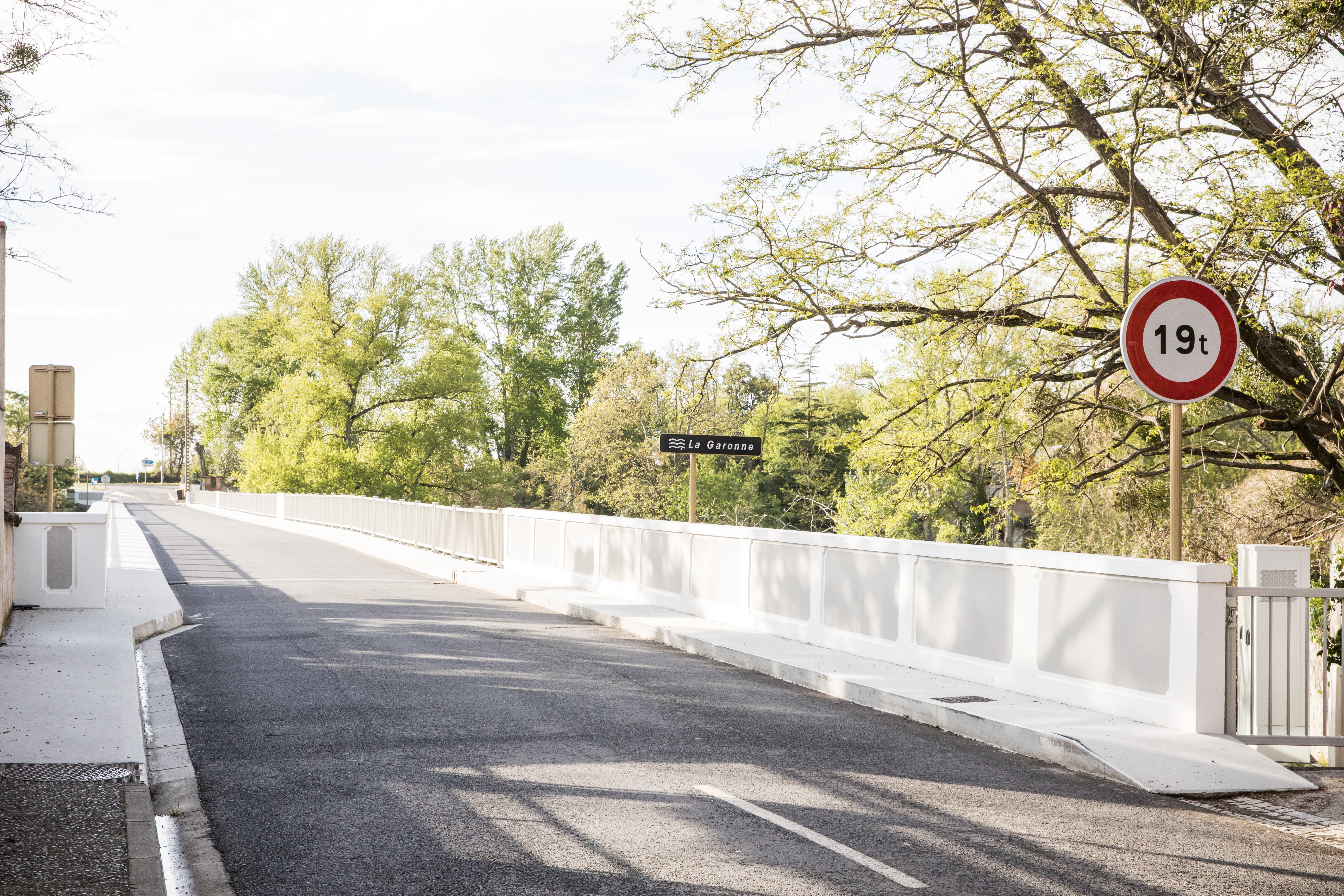
Rénovation du pont de Mauzac : avril 2019

Le vendredi 26 avril 2019, le pont fut inauguré dans une nouvelle rénovation. Des travaux sur une durée de 4 mois ont été nécessaires pour refaire l’étanchéité et les trottoirs et garantir la sécurité du trafic routier et des personnes qui empruntent le pont. Ce chantier représente pour le Conseil départemental de la Haute-Garonne un investissement à hauteur de 700 000 euros.
En aout 2022 commencent des travaux de consolidation de la structure métallique du pont ; ils vont se terminer en janvier 2023. Le département a investi 1,05 million € pour les travaux.

### Personnalités liées à la commune
- Simon Gauzy, pongiste.
- Charles-Henri Emile Blanchard, artiste-peintre, a vécu au château de Mauzac et y est décédé en 1890.
- Louis Pasteur y est venu pour une épidémie de ver à soie, une rue porte aujourd'hui son nom[59].

## Pour approfondir